# Lully (Vaud)
Lully (toponimo francese) è un comune svizzero di 787 abitanti del Canton Vaud, nel distretto di Morges.

## Storia
Lully è menzionata per la prima volta nel 1018 come Lulliacum.

## Monumenti e luoghi d'interesse
- Chiesa riformata di San Martino, attestata dal 1177 e ricostruita nel 1960[1].

## Società

### Evoluzione demografica
L'evoluzione demografica è riportata nella seguente tabella:
Abitanti censiti

## Amministrazione
Ogni famiglia originaria del luogo fa parte del cosiddetto comune patriziale e ha la responsabilità della manutenzione di ogni bene ricadente all'interno dei confini del comune.